# جنگ یونیکس‌ها
جنگ یونیکس‌ها (به انگلیسی: Unix wars) تنش‌هایی بین تولیدکنندگان و توزیع‌کنندگان سیستم‌عامل یونیکس در اواخر دهه ۱۹۸۰ و اوایل دهه ۱۹۹۰ میلادی برای استاندارد کردن یونیکس بود.

## منشاء
هرچند که AT&T Corporation یونیکس را برای اولین‌بار ایجاد کرد، در دهه ۱۹۸۰، دانشگاه برکلی اصلی‌ترین توسعه‌دهنده غیرتجاری این سیستم‌عامل محسوب می‌شد. در اواسط دهه ۱۹۸۰، دو نسخه رایج از این سیستم‌عامل وجود داشت، یکی بی‌اس‌دی که متعلق به دانشگاه برکلی بود و دیگری System V که متعلق به AT&T بود. هر دو نسخه، از نسخه ۷ یونیکس مشتق شده بودند اما از آن پس به شکل قابل توجهی دگرگون شده بودند. علاوه بر آن، هر کدام از تولیدکنندگان یونیکس، این سیستم‌عامل را با کم و بیش تغییراتی نسبت به دیگر نسخه‌ها عرضه می‌کردند.
برای مثال، در یکی از کنفرانس‌های یوزنیکس در اواسط دهه ۱۹۸۰، بسیاری از کارکنان AT&T نشان‌هایی داشتند که روی آن‌ها نوشته شده بود «System V: آن را استاندارد بدانید» و تعدادی از تولیدکنندگان اصلی هم محصولاتی مبتنی بر System V را ترویج می‌دادند. از سوی دیگر، System V هنوز از TCP/IP پشتیبانی نمی‌کرد، اما 4.2BSD از این پروتکل که بعدها پروتکل اصلی اینترنت شد، پشتیبانی می‌کرد. تولیدکنندگان ایستگاه‌های کاری مهندسی تقریباً همگی از BSD استفاده می‌کردند و پوسترهایی منتشر می‌کردند که روی آن‌ها نوشته شده بود "4.2> V" (یعنی ۴.۲ از ۵ بزرگ‌تر است).
یک گروه از تولیدکنندگان در سال ۱۹۸۴ گروه استانداردسازی X/Open را بنیان نهادند که هدف آن تولید کردن سیستم‌های باز و سازگار با هم بود. آن‌ها تصمیم گرفتند یونیکس را مبنای سیستم خود قرار دهند.
X/Open به دنبال توجه AT&T بود، AT&T و سان مایکروسیستمز، توسعه‌دهنده عمده بی‌اس‌دی، در سال ۱۹۸۷ به منظور افزایش دادن هر چه بیشتر یکنواختی بین یونیکس‌ها، شروع به کار بر روی یک یونیکس یکنواخت کردند. در نهایت System V Release 4 (SVR4)‎ منتشر شد.
در حالی که این تصمیم مورد ستایش مشتریان و موسسات تجاری شد، برخی دیگر از مجوزداران یونیکس، می‌ترسیدند که شرکت سان از این فرصت به نفع خودش استفاده کند. آن‌ها در سال ۱۹۸۸ بنیاد نرم‌افزارهای باز را افتتاح کردند. در همان سال، AT&T و یک گروه دیگر از مجوزداران یونیکس، با تأسیس کردن UNIX International به این کار واکنش نشان دادند. مشکلات تکنیکی باعث شدند تا رقابتی علنی و بدخواهانه بین دو نسخه «باز» یونیکس ایجاد شود، X/Open هم میانه‌رو بود.

## استانداردسازی
در مارس ۱۹۹۳ مشارکت‌کنندگان اصلی در UNIX International و OSF ائتلاف COSE را ایجاد کردند، که در پایان دادن به یک بخش مهم از جنگ‌های یونیکسی مؤثر بود. در ماه ژوئن، AT&T امتیاز یونیکس خود را به شرکت ناول فروخت و در ماه اکتبر ناول برند یونیکس را به X/Open واگذار کرد.
در سال ۱۹۹۶، X/Open و OSF با هم تلفیق شدند و اوپن گروپ را به وجود آوردند. مسئولیت دستاوردهای ائتلاف COSE همچون Single UNIX Specification، استاندارد فعلی برای یونیکس‌های برند شده، به اوپن‌گروپ واگذار شد.
از آن پس تاکنون، گه‌گاه چنددستگی بین تولیدکنندگان یونیکس به وجود می‌آید.

## بی‌اس‌دی و لینوکس
برکلی یونیکس به صورت یک سیتسم‌عامل یونیکس مستقل خودش را مطرح کرد. توسعه‌دهندگان آن مابین سال‌های ۱۹۸۹ تا ۱۹۹۴ مشغول جایگزین کردن کدهای AT&T با کدهای قابل توزیع به صورت آزاد بودند. در این دوران، تعدادی نسخه از BSD برای معماری ۸۰۸۶ به وجود آمد که اولین آن 386BSD بود و بعدها فری‌بی‌اس‌دی، نت‌بی‌اس‌دی از آن مشتق شدند و در سال ۱۹۹۶ هم اوپن‌بی‌اس‌دی از نت‌بی‌اس‌دی مشتق شد. دراگون‌فلی‌بی‌اس‌دی هم در سال ۲۰۰۳ از فری‌بی‌اس‌دی مشتق شد. Mac OS X v10.5 اولین سیستم مشتق شده از بی‌اس‌دی بود که گواهی یونیکس دریافت کرد. سیستم‌های بی‌اس‌دی می‌توانند ادعا کنند که از نسخه ۷ یونیکس مشتق شده‌آند، یا بر طبق گفته مدافع نرم‌افزارهای متن‌باز اریک ریموند، به شکل «ژنتیکی» یونیکس هستند، اما «نشان تجاری» یونیکس را در اختیار ندارند.
طی سال‌های ۱۹۹۲ تا ۱۹۹۴ که بی‌اس‌دی درگیر یک دادگاه با AT&T بر سر مالکیت کدهای موجود در بی‌اس‌دی بود، سیستم‌عامل تقریباً کامل گنو با گنجاندن هسته لینوکس به یک سیستم‌عامل قابل استفاده تبدیل شد که به کل آن عمدتاً «سیستم‌عامل لینوکس» گفته می‌شد. این سیستم برای پرهیز از مشکلات قانونی، تماماً از ابتدا نوشته شده بود. سیستم‌های لینوکس سعی در سازگاری با استاندارد پازیکس را دارند.